# Atlantoraja cyclophora
Atlantoraja cyclophora és una espècie de peix de la família dels raids i de l'ordre dels raïformes.

## Morfologia
- Els mascles poden assolir 74 cm de longitud total i les femelles 36,2.[2][3]

## Reproducció
És ovípar i les femelles ponen càpsules d'ous, les quals presenten com unes banyes a la closca.

## Hàbitat
És un peix marí, de clima tropical (20°S-40°S, 60°W-40°W) i demersal que viu fins als 150 m de fondària.

## Distribució geogràfica
Es troba a l'oceà Atlàntic occidental: des de Cabo Frio (el Brasil) fins a l'Argentina.

## Observacions
És inofensiu per als humans.